# Académie diplomatique de Vienne
 (décembre 2021).
Si vous disposez d'ouvrages ou d'articles de référence ou si vous connaissez des sites web de qualité traitant du thème abordé ici, merci de compléter l'article en donnant les références utiles à sa vérifiabilité et en les liant à la section « Notes et références ».
L’Académie diplomatique de Vienne (nommée également en français École des hautes études internationales de Vienne) est une institution de formation postuniversitaire, préparant des étudiants diplômés de l'enseignement supérieur et originaires de tout pays, à une carrière internationale dans le domaine du service public et de l'économie, ainsi qu'à des postes de direction dans les organisations internationales et l'Union européenne. Les matières principales portent sur les relations internationales, les sciences politiques, le droit international et le droit communautaire, l’économie, l'histoire et les langues.
L'Académie diplomatique propose par ailleurs :
- un cours d’été pour la langue allemande et la civilisation autrichienne ;
- des programmes de formation continue ;
- des conférences et des exposés avec des personnalités issues du monde de la politique, de l’économie et de la culture ;
- des programmes de recherche.

## Histoire

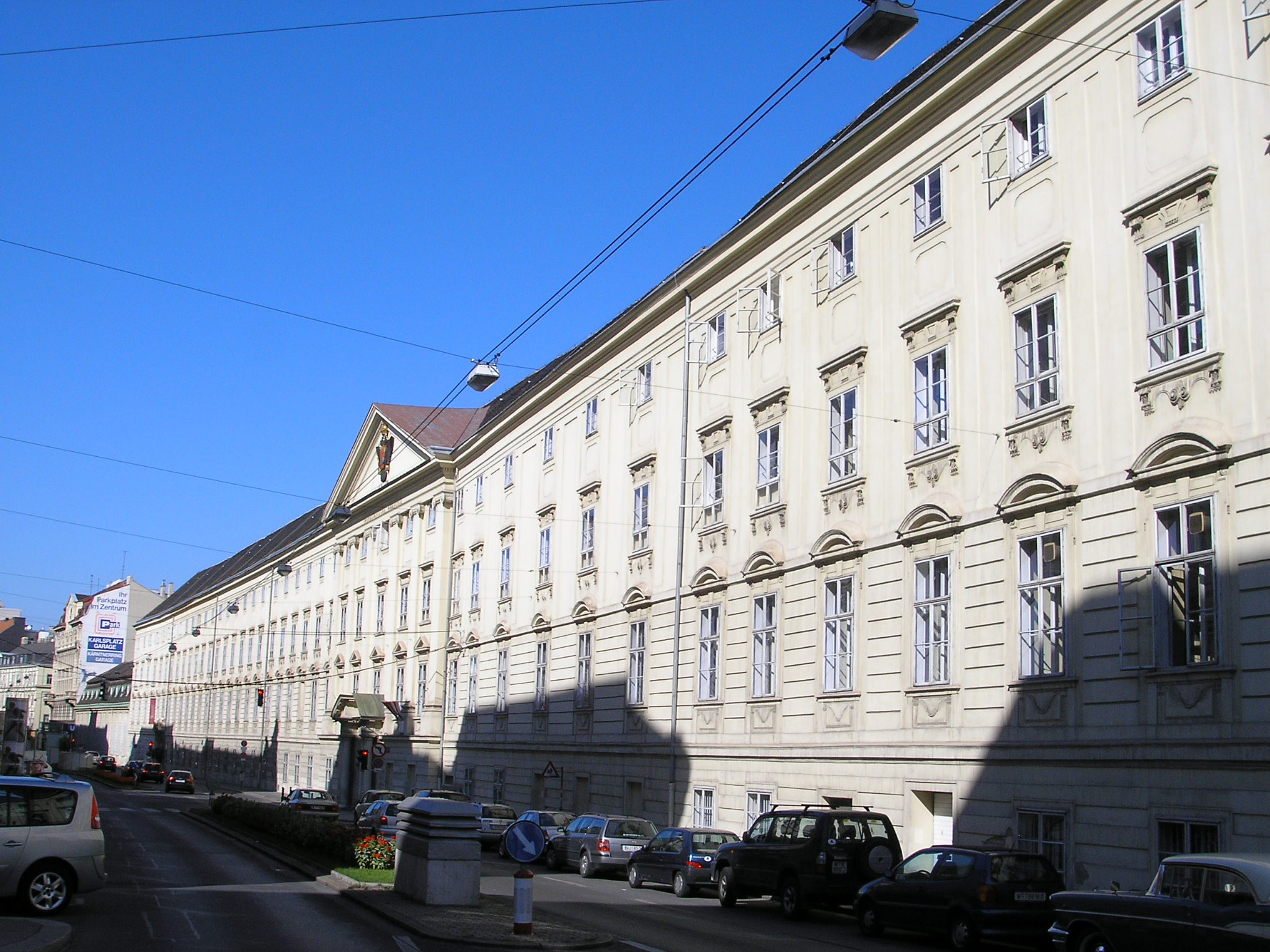
La façade de l'Académie diplomatique de Vienne.

L'Académie diplomatique de Vienne a fait suite à l'Académie orientale fondée en 1754 par Marie-Thérèse. Cela fait d’elle la plus ancienne école diplomatique du monde.
À la fin du XIXe siècle, l'Académie orientale a été réorganisée sous le nom d'Académie consulaire. Celle-ci fut complètement fermée sous le régime national-socialiste. Sous sa forme actuelle, l'Académie diplomatique a été rouverte par le ministre des Affaires étrangères de l’époque, Bruno Kreisky, en septembre 1964. En 1996, l'Académie diplomatique a pris son autonomie par rapport au ministère des Affaires étrangères et jouit depuis du statut d'établissement autonome de droit public.

## Étudier à l’Académie diplomatique de Vienne

### La filière du Diplôme
La filière du Diplôme représente le programme « classique » de l'Académie diplomatique, dont la création a été concomitante à la réouverture de l’Académie après la seconde guerre mondiale. Sur la base d’une approche interdisciplinaire combinant l’économie, le droit et les sciences politiques, les étudiants développent les savoirs et les compétences analytiques nécessaires pour traiter des problématiques complexes et esquisser des solutions. Par ailleurs, un entraînement à des compétences plus pratiques comme la rhétorique, les techniques de l’exposé oral et des négociations est proposé, ainsi que des stratégies pour traiter les crises et travailler avec les médias. En outre, la filière du Diplôme comprend une formation linguistique très intensive en allemand, en anglais et en français.
Le diplôme final représente pour les ressortissants autrichiens la condition formelle requise pour pouvoir faire acte de candidature au concours du ministère des Affaires étrangères (le Préalable), lorsque ceux-ci ne possèdent pas de diplôme universitaires en droit, science politique ou économie.

### Master of Advanced International Studies (MAIS)

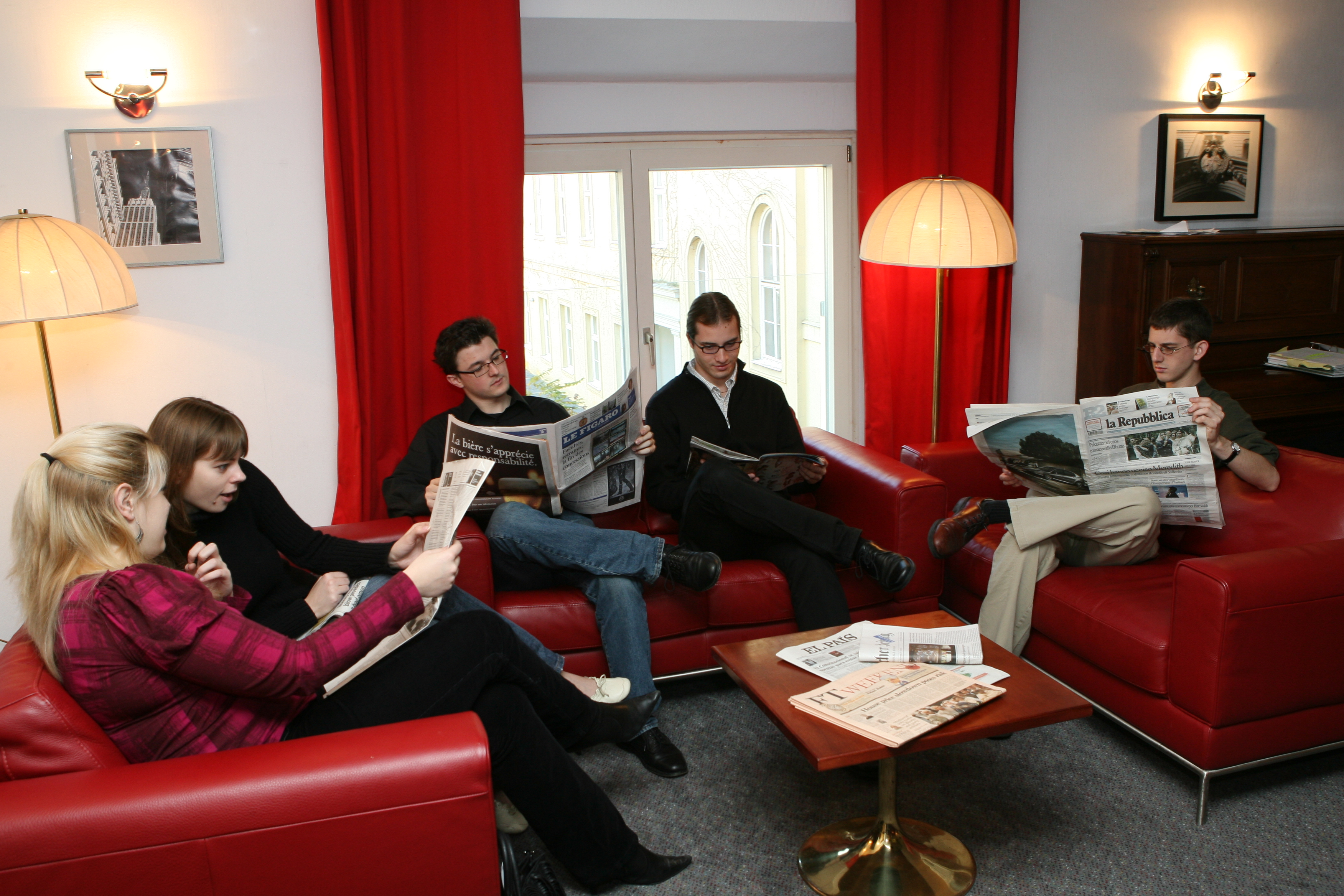
Le bar à l'Académie diplomatique de Vienne.

### Master scientifique en technologie de l'environnement et affaires internationales
Le Master scientifique en technologie de l'environnement et affaires internationales (ETIA), créé en 2007/2008, est un programme commun de l´Académie diplomatique de Vienne et de l’Université technique.
Dans la première décennie du XXIe siècle, les thèmes environnementaux sont passés d´une position périphérique à une position centrale en politique. Compte tenu de ce développement, l´Académie diplomatique de Vienne et l´Université technique de Vienne ont élaboré une formation postuniversitaire, qui a pour but d´apporter aux nouveaux « managers de l´environnement » les connaissances indispensables au développement et à la mise en œuvre des mesures au niveau international.
Ce master ETIA dure deux ans. La première année d´études se déroule à l´AD, la deuxième à l’université technique.
Les contenus abordés à l´AD portent sur : le droit international, les relations internationales, l’économie et l’histoire, avec un accent particulier mis sur les problématiques environnementales dans leurs aspects juridiques, politiques, et économiques.
La partie technique du programme comporte entre autres les domaines suivants : gestion de l’eau, de l’air et des ressources, technologie de l’environnement, développement durable, changement climatique.

## Offre complémentaire de l’Académie diplomatique de Vienne

### Université d'été
L'université d'été pour la langue allemande et la civilisation autrichienne s’adresse, depuis sa création en 1997, à des étudiants de toutes nationalités. Les compétences de lecture, d´écriture, de production et de compréhension orale font l’objet d’un entraînement intensif en petits groupes couvrant six niveaux de compétence. Les thématiques historiques, politiques, économiques et culturelles sont traitées en priorité, la perspective autrichienne faisant l’objet d'une attention toute particulière.

### Les cours spéciaux
L’Académie diplomatique organise chaque année de nombreux séminaires spéciaux et des programmes de formation dans les domaines des relations internationales, de la diplomatie, de l’étiquette, de l’UE.

### Manifestations et publications
L´AD organise à côté de ses programmes d’études de très nombreuses manifestations publiques. Des personnalités issues du monde de la politique, de la diplomatie, de l’économie ainsi que de la culture viennent faire des conférences et discuter sur des thèmes actuels généralement pris dans leur domaine d’expertise. En outre, l’AD élabore et organise environ deux fois par an deux grandes conférences consacrées à une problématique d’actualité. Ainsi se sont déroulées en 2007 la conférence : « L’Islam en Europe » et en 2008 celle consacrée au « Printemps de Prague : la fin d'une illusion ».
Les contributions à ces conférences seront publiées dans la collection de l’Académie diplomatique, les Favorita Papers.

## Vivre à l'Académie diplomatique de Vienne

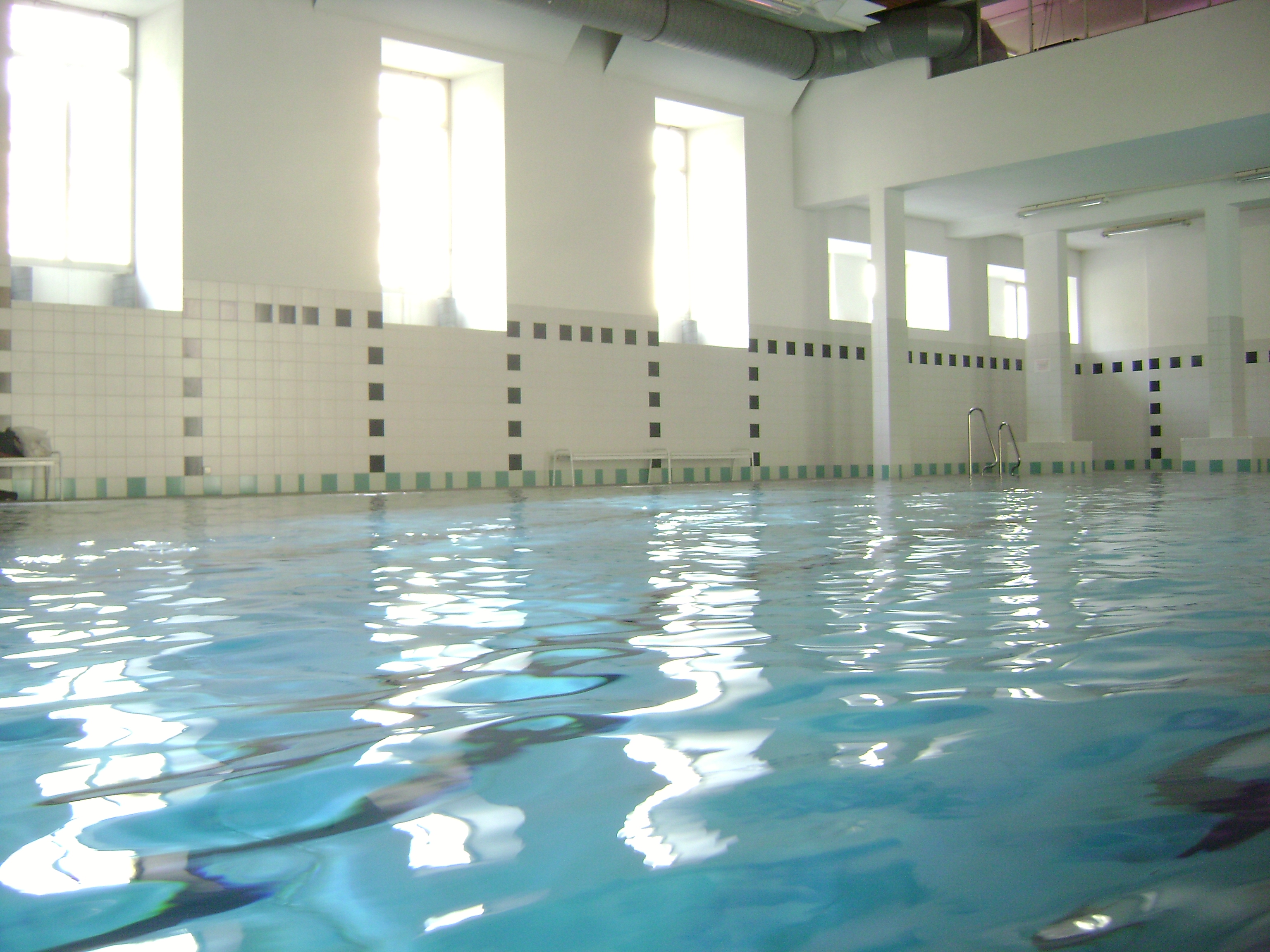
Piscine au Theresianum.

L'Académie diplomatique de Vienne occupe un ancien palais impérial au centre de Vienne. L'AD avec son campus n'est pas seulement un centre d’études mais aussi de vie. À côté des salles consacrées aux séminaires et cours magistraux, l'AD « héberge » aussi de ce fait quarante chambres étudiantes, un bar, une salle de remise en forme, un jardin, une salle informatique, et la bibliothèque du ministère des Affaires étrangères. La piscine du Thérésianum voisin est également ouverte aux étudiants de l'AD. L'Initiative Estudiantine de l'Académie Diplomatique (DASI en allemand) joue un rôle particulier dans la vie des étudiants. Elle leur offre le cadre adéquat pour mener à bien divers projets (conférences, bal de charité, etc.). Le club des anciens élèves de l'AD offre aux étudiants la possibilité de nouer et de conserver des contacts entre eux.

## Personnalités célèbres

### Les directeurs
| 1754-1769 | Pater Joseph Franz                                |
| 1770-1785 | Pater Johann von Gott Nekrep                      |
| 1785-1832 | Pater Franz Höck                                  |
| 1832-1849 | Joseph Othmar von Rauscher                        |
| 1849-1852 | Max Selinger                                      |
| 1852-1861 | Philippe von Körber                               |
| 1861-1871 | Ottokar Maria Freiherr von Schlechta von Wschehrd |
| 1871-1883 | Heinrich Alfred Barb                              |
| 1883      | Konstantin Freiherr von Trauttenberg              |
| 1883-1885 | Paul Freiherr Gautsch von Frankenthurn            |
| 1886-1904 | Michael Freiherr Pidoll von Quintenbach           |
| 1904-1933 | Anton Winter                                      |
| 1933-1941 | Friedrich Hlavac                                  |
| 1964-1967 | Ernst Florian Winter                              |
| 1967      | Robert Friedinger-Pranter                         |
| 1967-1968 | Johannes Coreth                                   |
| 1968-1975 | Arthur Breycha-Vauthier                           |
| 1975-1976 | Emanuel Treu                                      |
| 1976-1977 | Arthur Breycha-Vauthier                           |
| 1977-1978 | Johannes Coreth                                   |
| 1978-1986 | Heinrich Pfusterschmid-Hardtenstein               |
| 1986-1993 | Alfred Missong                                    |
| 1994-1999 | Paul Leifer                                       |
| 1999-2005 | Ernst Sucharipa                                   |
| 2005-2009 | Jiří Gruša                                        |
| 2009-2017 | Hans Winkler                                      |
| 2017-     | Emil Brix                                         |

### Les anciens élèves
Celso Amorim (ministre des Affaires étrangères du Brésil de 2003 à 2010), Cela Fatimir (directrice générale au ministère des Affaires étrangères d’Albanie), Agenor Gawrzyal (président des Assurances Warta à Varsovie), Kolinda Grabar-Kitarović (présidente de la République de Croatie de 2015 à 2020), Friedrich Hamburger (directeur à la Commission européenne), Shigeo Katsu (vice-présidente de la Banque mondiale pour l'Europe et l'Asie), Shpresa Kureta (ambassadrice d’Albanie en Autriche), Igor Lukšić (Premier ministre de 2010 à 2012 puis ministre des affaires étrangères de 2012 à 2016 du Monténégro), Gerlinde Manz-Chris (responsable des relations publiques au gouvernement du Liechtenstein), Gabriele Matzner (ambassadrice d'Autriche à Londres), Leopold Maurer (directeur général au Conseil de l'Europe), Heinz Schaden (représentation permanente à Bruxelles), Anita Pipan (directrice générale du ministère des Affaires étrangères de Slovénie), Ranko Vujačić (directeur à l'UNIO), Kurt Waldheim (secrétaire général de l'ONU de 1972 à 1981 et président autrichien de 1986 à 1992), Hans Winkler (secrétaire d’État au ministère des affaires étrangères et européennes de la République autrichienne de 2005 à 2008, puis directeur de l'Académie diplomatique de 2009 à 2017), Elisabeth Udolf-Strobl (ministre autrichienne de l'Économie de 2019 à 2020).

### Les professeurs
Michel Cullin, Robert Evans, Christian Franck, A.J. R. Groom, Hubert Isak, Karin Kneissl, Wilhelm Kohler, Markus Kornprobst, Ludger Kühnhardt, Gerhard Mangott, Denis Mueller, Julien Navarro, Hanspeter Neuhold, Manfred Nowak, Anton Pelinka, Michael Plummer, Arthur Rachwald, Adam Roberts, Tom Row, Erich Streißler, Melanie Sully, Arnold Suppan, Wolfgang Wessels (de), Georg Winckler.